# Thomas Löffelholz

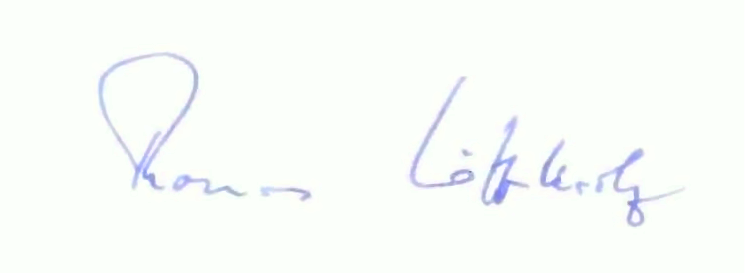
Unterschrift Thomas Löffelholz (Juni 1987)

Thomas Löffelholz (* 7. November 1932 in Wiesbaden; † 15. März 2018 in Königswinter) war ein deutscher Journalist.

## Leben
Sein Vater Josef Löffelholz (1902–1999) war Betriebswirt, wissenschaftlicher Schriftsteller und Verlagsmitarbeiter der ZfB.
Nach dem Abitur 1949 in Aschaffenburg studierte er in Marburg Jura (Staatsexamen 1953) und Volkswirtschaftslehre (Diplom 1957). 1954/55 studierte er an der Wisconsin State University. Mit einer Arbeit über „Die Rechtsphilosophie des Pragmatismus“ wurde Löffelholz zum Dr. jur. promoviert.
1959 trat er in die Wirtschaftsredaktion der Stuttgarter Zeitung ein, für die er ab 1964 als EWG- und später NATO-Korrespondent aus Brüssel berichtete. Ab 1973 leitete er das Bonner Büro der Stuttgarter Zeitung und war von 1982 bis April 1983 Vorsitzender des Deutschen Presseclubs. Diesen Vorsitz musste er aufgeben, als seine Zeitung ihn als neuen Chefredakteur nach Stuttgart berief.
1995 wechselte Löffelholz als Herausgeber und Chefredakteur zur Tageszeitung Die Welt; 1998 trat er in den Ruhestand.
Nachdem kurz nach seinem Amtsantritt in der Welt ein zustimmender Kommentar zum Kruzifix-Urteil erschienen war, forderte der damalige Springer-Großaktionär Leo Kirch öffentlich die Abberufung von Löffelholz, was der Axel Springer Verlag jedoch ablehnte.

## Preise und Auszeichnungen
- 1972: Chevalier de l’Ordre de la Couronne (Kronenorden)
- 1972: Theodor-Wolff-Preis
- 1981: Karl-Bräuer-Preis
- 1984: Ludwig-Erhard-Preis
- 1992: Franz-Karl-Maier-Preis der Tagesspiegel-Stiftung[6]
- 1998: Theodor-Wolff-Preis für sein Lebenswerk[7]
- 1999: Bundesverdienstkreuz 1. Klasse
- 2000: Verdienstorden des Landes Baden-Württemberg